# Jakob Ochsner

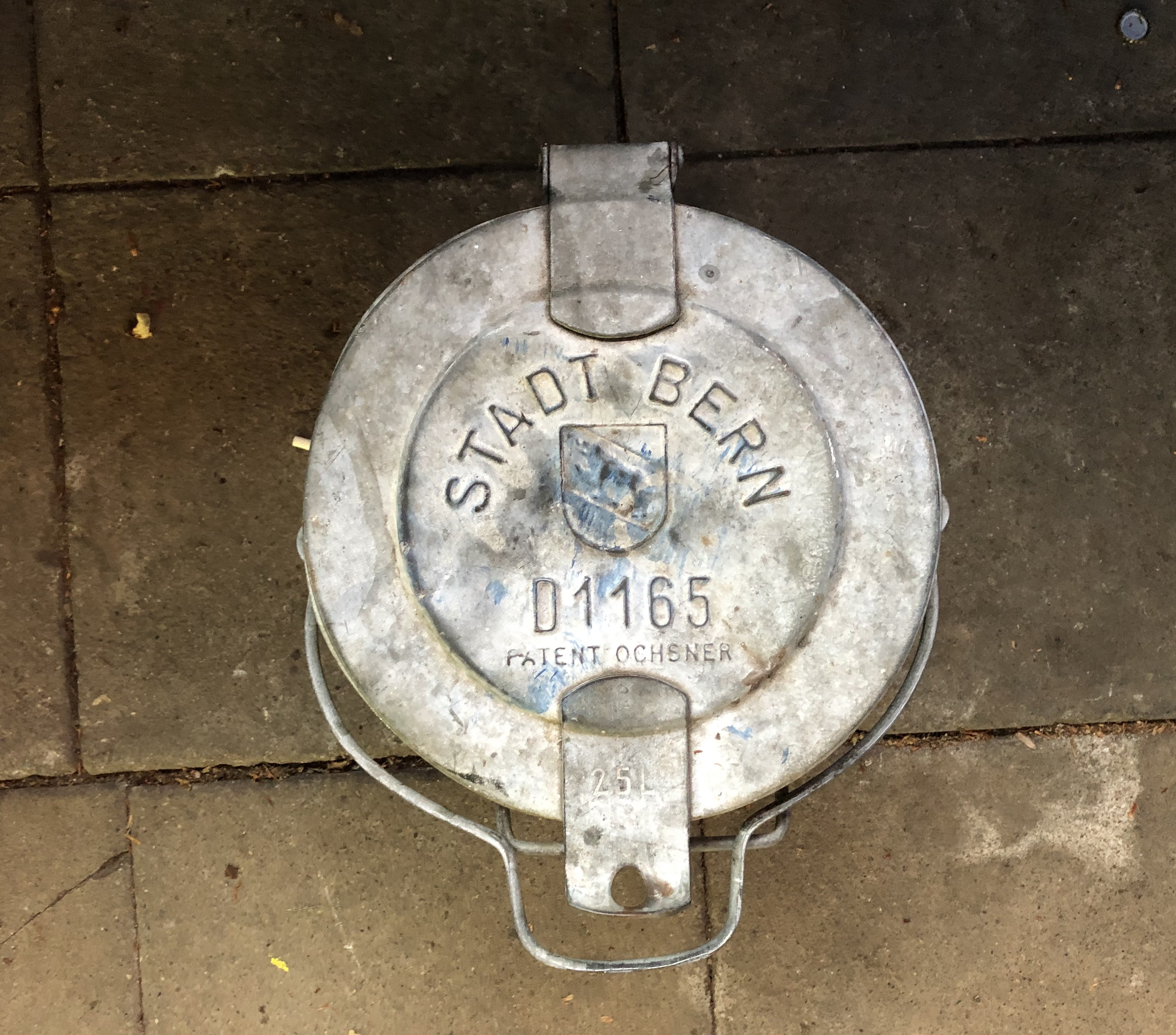
Berner Abfalleimer, Patent Ochsner

Jakob Ochsner (* 1858 in Oberhallau; † 1926 in Zürich) war ein Schweizer Wagnermeister und der Erfinder des Abfallentsorgungssystems, das nach ihm als Patent Ochsner benannt wurde. Die Abfallkübel waren so beschriftet – und gaben letztlich der bekannten Berner Mundart-Band ihren Namen.

## Beruflicher Werdegang
Nach der Ausbildung als Wagner wanderte Jakob Ochsner 1880 nach Chicago aus und lernte dort u. a. das Problem der mangelnden Abfallentsorgung kennen. Nach seiner Rückkehr in die Schweiz verlegte er seine Wagnerei nach Zürich und tüftelte dort über Jahre an einer überzeugenden Lösung für dieses Übel, das regelmässig zu Seuchen wie Typhus oder Cholera führte. 1897 präsentierte er zuerst den «Ochsner-Wagen» und dann 1908 sein «System Ochsner», das eine saubere Entsorgungskette vom einzelnen Haushalt via Müllabfuhr bis zur Deponie mit sich brachte. Bis zu seinem Tod entwickelte er stetig neue Patente für Kehrichtabfuhrwagen und dazu passende feuerverzinkte Mülleimer mit Klappdeckel und einer Lasche mit Bügel.
Ab den 1920er Jahren waren diese «Ochsner-Kübel» in den meisten Schweizer Städten obligatorisch. Zu Beginn der 1970er Jahre wurden sie durch Plastiksäcke sowie grosse Container und später durch Abfallschächte ersetzt. Seit 2014 gehört die Firma von Jakob Ochsner, die seine Nachfahren während Jahrzehnten weitergeführt hatten, zur Firma Contena-Ochsner AG in Urdorf.